# 阿尔贝格街
阿尔贝格街（Aarbergergasse）("阿尔贝格街")是瑞士伯尔尼的中世纪城市中心伯尔尼老城的街道之一,它最初是外新城的五条街道中最重要的一条，位于城墙以外。阿尔贝格街的Ryfflibrunnen喷泉 列入瑞士国家和区域重要文化财产名录。它是包含旧城的联合国教科文组织世界文化遗产的一部分。

## 地形
最初的街道是从外城墙的“Golatenmatt”塔，向东到孤儿院广场。这条街以Sternengässchen为界，分为两个不同的部分。西段狭窄，弯曲，两边为拱廊。房屋没有统一的风格。而东段较宽直，只有南侧有拱廊。

## 历史

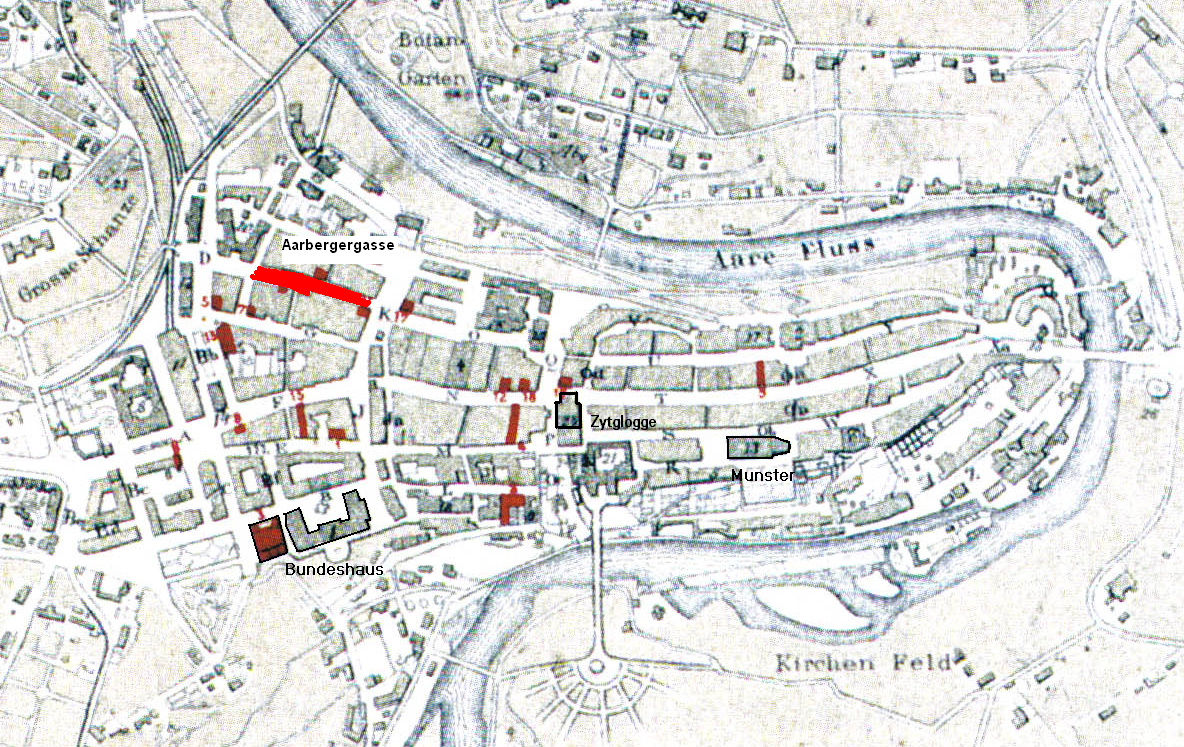

Frauentor以西地区(第二道城墙的北塔) 早在1279年被称为“golatunmattun”。所以，随着城市扩展到“Käfigturm”墙外，进入外新城，最北端的道路（后来的阿尔贝格街）最初称为“turn an colatten matten”，后来缩短为“Golatenmattgasse”。通往北部和西北的主要道路穿过这条道路，因为它通往进入城市的最北部的入口。1344-1346年修筑第三道城墙时，“Golatenmatt”门建于阿尔贝格街的尽头。这个名字在1798年正式改变，但直到19世纪中叶才被当地人采纳。
在1575年7月14日至15日夜间，该地区发生大火。共有43所建筑物被毁 在阿尔贝格街, 孤儿院广场和新街。城市迅速重建32栋房子，原来的木制建筑被砂岩围墙房屋所取代。这是伯尔尼旧城的最后一个重大重建项目。
在17 - 20世纪，所有的建筑，除了阿尔贝格街25号，都增加了楼层。这些世纪中，几乎所有的建筑都改变了的窗户的风格。然而，其余的建筑元素大部分保持不变。，